# 페기 구겐하임

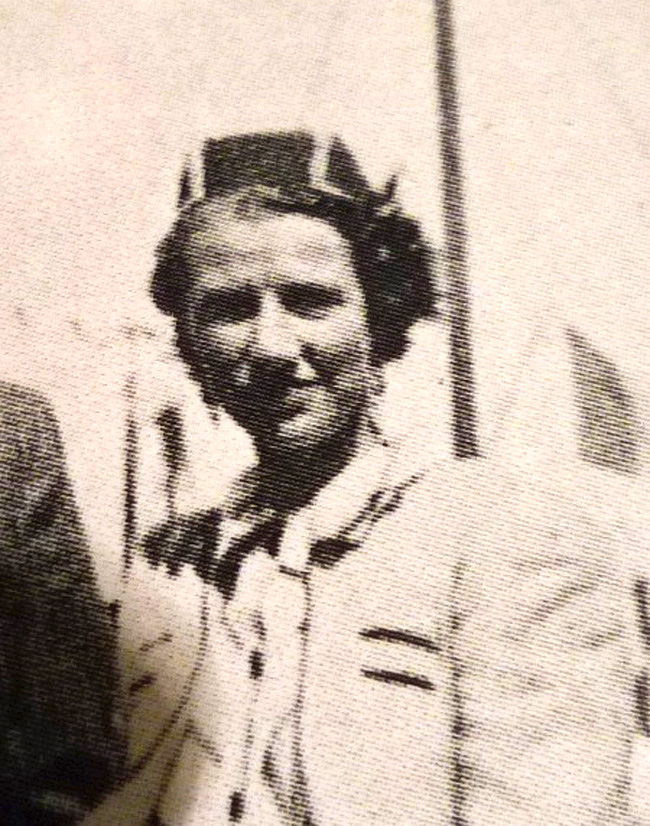
페기 구겐하임

마르그리트 "페기" 구겐하임(Marguerite "Peggy" Guggenheim, 1898년 8월 26일 ~ 1979년 12월 23일)은 미국의 미술 수집가, 방랑자, 사교계 명사였다. 부유한 뉴욕시 구겐하임가에서 태어난 그녀는 1912년 타이타닉호와 함께 침몰한 벤자민 구겐하임의 딸이자 솔로몬 R. 구겐하임 재단을 설립한 솔로몬 R. 구겐하임의 조카였다. 구겐하임은 1938년과 1946년 사이에 유럽과 미국에서 미술을 수집했다. 그녀는 이 컬렉션을 만들면서 전시했다. 1949년, 그녀는 베니스에 정착했고, 그곳에서 그녀는 살았고 그녀의 남은 생애 동안 그녀의 컬렉션을 전시했다. 페기 구겐하임 컬렉션은 이탈리아 베니스의 대운하에 있는 현대 미술관이고, 베니스에서 가장 많이 방문하는 명소들 중 하나이다.